# Austrarcturella aphelura
Austrarcturella aphelura là một loài chân đều trong họ Austrarcturellidae. Loài này được Poore & Bardsley miêu tả khoa học năm 1992.